# Eschborn-Frankfurt voor beloften 2024
De twintigste editie van de wielerwedstrijd Eschborn-Frankfurt voor beloften vond plaats op 1 mei 2024. De wedstrijd startte in Eschborn en finishte 129 kilometer later in Frankfurt am Main. De wedstrijd maakte deel uit van de UCI Europe Tour, met de categorie 1.2U. Door die categorie was de wedstrijd enkel toegankelijk voor beloften. Wessel Mouris won de wedstrijd, als eerste Nederlander sinds Fabio Jakobsen in 2017.

## Uitslag
| Plaats  | Naam               | Ploeg                         | Tijd     |
| ------- | ------------------ | ----------------------------- | -------- |
| Winnaar | Wessel Mouris      | Metec-Solarwatt p/b Mantel    | 3u09'17" |
| 2       | Peter Hansen       | ColoQuick                     | z.t.     |
| 3       | Alexander Hansen   | Airtox-Carl Ras               | z.t.     |
| 4       | Vicente Rojas      | VF Group-Bardiani CSF-Faizanè | z.t.     |
| 5       | Obie Vidts         | Wanty-ReUz-Technord           | z.t.     |
| 6       | Filippo Turconi    | VF Group-Bardiani CSF-Faizanè | z.t.     |
| 7       | Nicolas Milesi     | Arkéa-B&B Hotels Conti.       | z.t.     |
| 8       | Conrad Haugsted    | ColoQuick                     | + 35"    |
| 9       | Paul Buschek       | Oostenrijk                    | z.t.     |
| 10      | Anders Sørensen    | ColoQuick                     | z.t.     |
| 11      | Michiel van Vliet  | Metec-Solarwatt p/b Mantel    | z.t.     |
| 12      | Aklilu Arefayne    | Wanty-ReUz-Technord           | z.t.     |
| 13      | Alexandre Kess     | Luxemburg                     | z.t.     |
| 14      | Matteo Melotte     | Bingoal WB Dev.               | z.t.     |
| 15      | Mathieu Kockelmann | Lotto Kern-Haus PSD Bank      | z.t.     |
| 16      | Louis Rouland      | Arkéa-B&B Hotels Conti.       | z.t.     |
| 17      | Lucas Jacques      | Bingoal WB Dev.               | z.t.     |
| 18      | Emil Iwersen       | BHS-PL Beton Bornholm         | z.t.     |
| 19      | Anton Lennemann    | BIKE AID Dev.                 | z.t.     |
| 20      | Tobias Svarre      | ColoQuick                     | z.t.     |